# Бранимир Заимов
Бранимир Заимов е български дипломат, извънреден и пълномощен посланик на Република България в Република Ирландия.

## Биография
Бранимир Стоянов Заимов е роден на 19 януари 1958 г. в София в семейството на офицера и дипломат Стоян Заимов и Райна Костадинова. Той е внук на генерал Владимир Заимов.
Средното си образование получава в Делхи, Индия. След това завършва право в СУ „Климент Охридски“, международно право в Дипломатическата академия в Москва и специализира следдипломна квалификация по право на Европейския съюз в Кралски колеж Лондон.
Кариерата си започва като юрист по закрила на индустриалната собственост в Българската търговско-промишлена палата.
Постъпва в МВнР през 1989 г. Бил е началник на управление „Консулско “ (1997-1999), и.д. директор на Дирекция „ООН и глобални въпроси“.
От 2000 г. до 2004 г. е извънреден и пълномощен посланик на Българя в Канада. Преди и след това е работил в дипломатическото представителство на Република България във Великобритания. През периода 2005 – 2010 г. е зам.-постоянен представител на България в ООН (Ню Йорк) и зам.-председател на Комитета на ООН за отношенията със страната-домакин. 
От 2010 г. до 2013 г. е директор на дирекция „Международно право и юридически въпроси“ , а от 2013 до 2018 г. е извънреден и пълномощен посланик на Република България в Ирландия.
Бил е директор на дирекция „Международно право“ в периода 2010–2013 г. Работил е в управление „Международно право“, дирекция „ООН и глобални въпроси“, дирекция „Америка“ и дирекция „Международно право и право на ЕС“.
Почива на 17 октомври 2021 г. в София